# Île de Ford
L'île de Ford (en anglais : Ford Island) se trouve au centre de la rade de Pearl Harbor, sur l'île d'Oahu, à Hawaï.
Sa superficie est d'environ 135,5 hectares (335 acres). 
Elle est reliée à l'île principale par l'Admiral Clarey Bridge. Elle est occupée par différentes installations navales.
À l'origine, les hawaiens  appelèrent Mokuumeume, qui signifie l'« île de la dispute ». Elle fut acquise en 1866 par un médecin  d'Honolulu, le Docteur Seth Porter Ford. À sa mort, elle a été vendue à John Ii qui y développa une entreprise florissante de plantation de canne à sucre. Elle fut cédée à la US Navy en 1873.

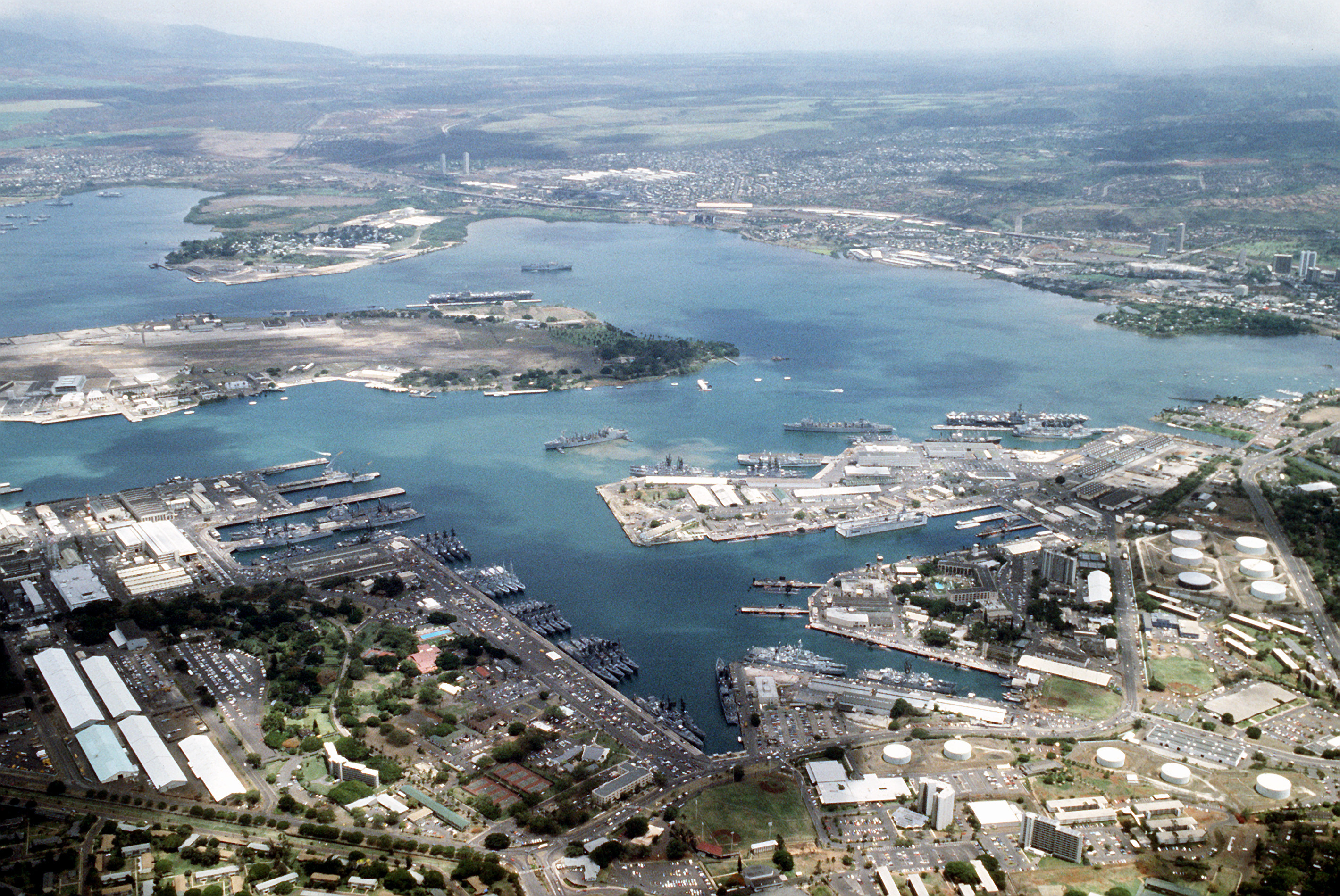
Vue aérienne de Pearl Harbor avec l'île de Ford au centre.